# Latch met poorten

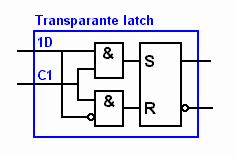
Een transparante latch bestaat uit een latch en 2 poorten

Een latch met poorten of geheugenelement met enkele excitatie is een digitale elektronische schakeling. Het element fungeert als een latch voor data. De logische toestand van de uitgangen kan echter uitsluitend veranderen zolang een stuuringang opengezet is.
De schakeling bestaat uit een geheugencel ofwel set-reset-element en twee poorten. Onder invloed van de stuuringang kunnen de poorten de toegang tot de geheugencel blokkeren.
Een latch met poorten heeft een stuuringang C, één of twee a-synchrone gegevensingangen (data-ingangen) en minimaal één uitgang. Een tweede uitgang is vaak het complement van de eerste.

## Typen
Er zijn in hoofdzaak drie typen. In de volgende schakelformules is Q de uitgang, n de huidige toestand en n+1 de volgende.
| Transparante of D-latch | Transparante of D-latch | Transparante of D-latch | Transparante of D-latch        |
| Huidige toestand        | Huidige toestand        | Volgende toestand       | Functie                        |
| C                       | D                       | Qn+1                    | Functie                        |
| ----------------------- | ----------------------- | ----------------------- | ------------------------------ |
| 0                       | 0                       | Qn                      | Vergrendel                     |
| 0                       | 1                       | Qn                      | Vergrendel                     |
| 1                       | 0                       | 0                       | Laat data door (transparantie) |
| 1                       | 1                       | 1                       | Laat data door (transparantie) |

- De transparante latch of D-latch bezit een ingang D. Dit type komt het meest voor.
{\displaystyle Q_{n+1}=CD+{\bar {C}}Q_{n}}
Als {\displaystyle {\begin{matrix}C=1\end{matrix}}}, dan is {\displaystyle {\begin{matrix}Q_{n+1}=D\end{matrix}}}(transparantie)
Als {\displaystyle {\begin{matrix}C=0\end{matrix}}}, dan is {\displaystyle {\begin{matrix}Q_{n+1}=Q_{n}\end{matrix}}}

| SR-latch met poorten met overheersende set | SR-latch met poorten met overheersende set | SR-latch met poorten met overheersende set | SR-latch met poorten met overheersende set | SR-latch met poorten met overheersende set |
| Huidige toestand                           | Huidige toestand                           | Huidige toestand                           | Volgende toestand                          | Functie                                    |
| C                                          | S                                          | R                                          | Qn+1                                       | Functie                                    |
| ------------------------------------------ | ------------------------------------------ | ------------------------------------------ | ------------------------------------------ | ------------------------------------------ |
| 0                                          | 0                                          | 0                                          | Qn                                         | Vergrendel                                 |
| 0                                          | 0                                          | 1                                          | Qn                                         | Vergrendel                                 |
| 0                                          | 1                                          | 0                                          | Qn                                         | Vergrendel                                 |
| 0                                          | 1                                          | 1                                          | Qn                                         | Vergrendel                                 |
| 1                                          | 0                                          | 0                                          | Qn                                         | Geheugen                                   |
| 1                                          | 0                                          | 1                                          | 0                                          | Reset                                      |
| 1                                          | 1                                          | 0                                          | 1                                          | Set                                        |
| 1                                          | 1                                          | 1                                          | 1                                          | Set                                        |

- De SR-latch met poorten met overheersende set heeft ingangen S en R.
{\displaystyle Q_{n+1}=CS+{\overline {CR}}Q_{n}}
Als {\displaystyle {\begin{matrix}C=1\end{matrix}}}, dan is {\displaystyle Q_{n+1}=S+{\bar {R}}Q_{n}}
Als {\displaystyle {\begin{matrix}C=0\end{matrix}}}, dan is {\displaystyle {\begin{matrix}Q_{n+1}=Q_{n}\end{matrix}}}

| SR-latch met poorten met overheersende reset | SR-latch met poorten met overheersende reset | SR-latch met poorten met overheersende reset | SR-latch met poorten met overheersende reset | SR-latch met poorten met overheersende reset |
| Huidige toestand                             | Huidige toestand                             | Huidige toestand                             | Volgende toestand                            | Functie                                      |
| C                                            | S                                            | R                                            | Qn+1                                         | Functie                                      |
| -------------------------------------------- | -------------------------------------------- | -------------------------------------------- | -------------------------------------------- | -------------------------------------------- |
| 0                                            | 0                                            | 0                                            | Qn                                           | Vergrendel                                   |
| 0                                            | 0                                            | 1                                            | Qn                                           | Vergrendel                                   |
| 0                                            | 1                                            | 0                                            | Qn                                           | Vergrendel                                   |
| 0                                            | 1                                            | 1                                            | Qn                                           | Vergrendel                                   |
| 1                                            | 0                                            | 0                                            | Qn                                           | Geheugen                                     |
| 1                                            | 0                                            | 1                                            | 0                                            | Reset                                        |
| 1                                            | 1                                            | 0                                            | 1                                            | Set                                          |
| 1                                            | 1                                            | 1                                            | 0                                            | Reset                                        |

- De SR-latch met poorten met overheersende reset heeft ingangen S en R.
{\displaystyle Q_{n+1}={\overline {CR}}(CS+Q_{n})}
Als {\displaystyle {\begin{matrix}C=1\end{matrix}}}, dan is {\displaystyle Q_{n+1}={\bar {R}}(S+Q_{n})}
Als {\displaystyle {\begin{matrix}C=0\end{matrix}}}, dan is {\displaystyle {\begin{matrix}Q_{n+1}=Q_{n}\end{matrix}}}

Alle data-ingangen kunnen ook in geïnverteerde vorm voorkomen. Dat geldt ook voor C.

## Elektronische implementatie

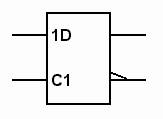
IEC-symbool van een transparante D-latch

Een latch met poorten wordt, meestal als transparante latch in groepen en in combinatie met andere logische schakelingen, als geïntegreerde schakeling uitgevoerd. Meestal is het positieve logica; een logische 1 correspondeert met een hoge spanning.
Het type 7475 uit de TTL-serie 74xx is een voorbeeld van een viervoudige transparante D-latch.

## Toepassingen
Overal, waar tijdelijk geldige data vastgelegd moet worden, vindt deze schakeling zijn toepassingen. Dit is bijvoorbeeld het geval in dataregisters.